# Getto w Baranowie Sandomierskim
Getto w Baranowie Sandomierskim – getto żydowskie w Baranowie Sandomierskim, utworzone przez Niemców, istniejące od czerwca do końca lipca 1942 roku.

## Historia
Na terenie Baranowa Sandomierskiego w roku 1940 rozpoczęto prześladowanie mieszkających tam Żydów, zmuszając ich m.in. do niewolniczej pracy przy budowie dróg i do prac leśnych. Nadal jednak mieszkali oni w swoich dotychczasowych miejscach zamieszkania. W 1941 roku do Baranowa Niemcy przesiedlają Żydów z Biesiadki, Dębia, Huta Komorowska, Płaszowa, Mielca.

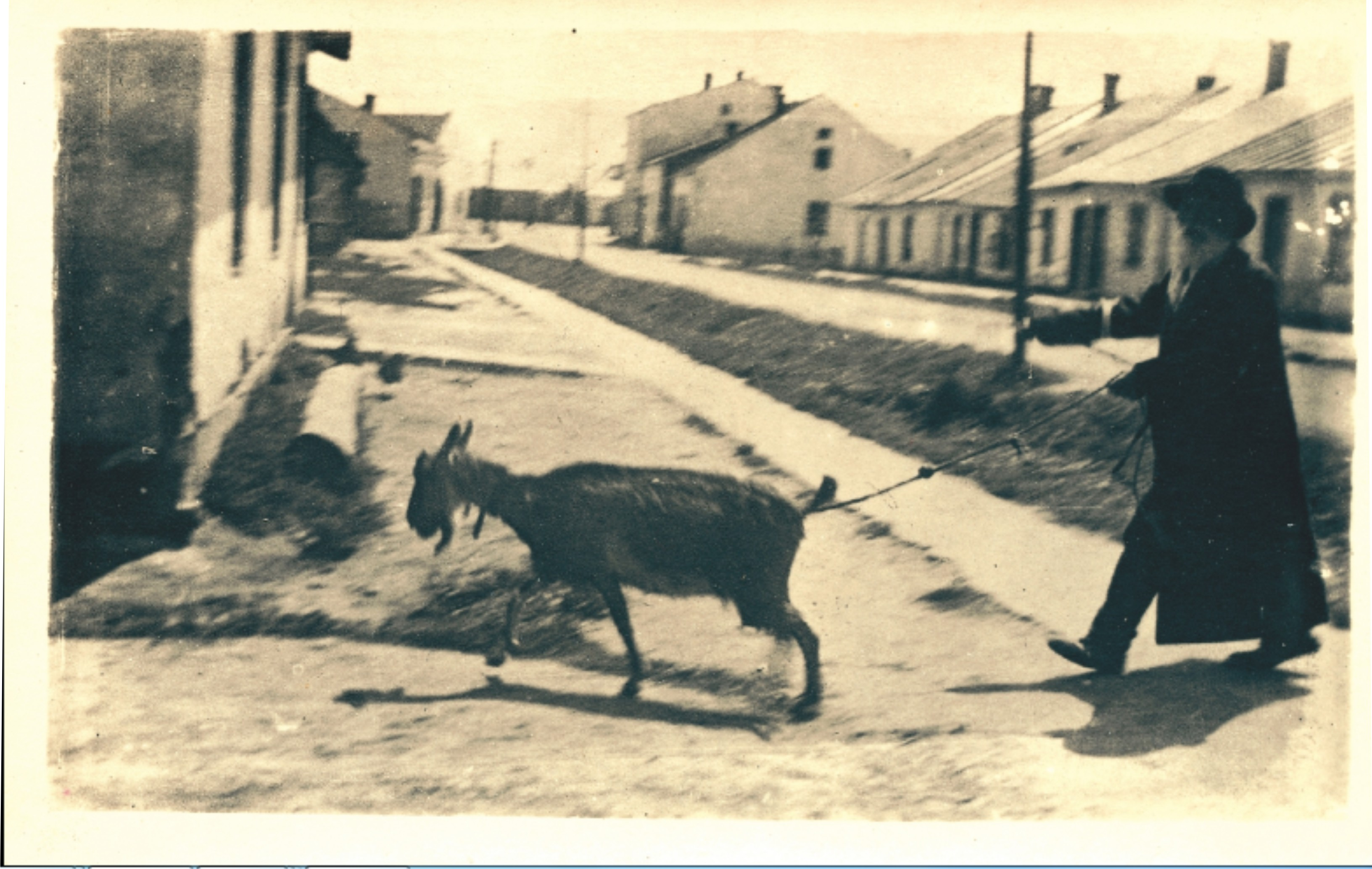
Żyd z Baranowa Sandomierskiego w 1941 roku

Getto zostało utworzone 3 czerwca 1942, zajmowało obszar o powierzchni 1 ha. Początkowo przebywali w nim tylko Żydzi z terenu miejscowości, ale 19 lipca 1942 przybył do getta transport Żydów z Tarnobrzega, Rozwadowa (600 osób) i okolicznych miejscowości. Po przybyciu tego transportu w getcie przebywało ponad 2 tys. osób. Mieszkańcy getta wykonywali prace drogowe i leśne.
Po utworzeniu getta Żydzi zaczęli organizować kryjówki. Do ucieczek zachęcał przewodniczący Judenratu, Mordechai Gross.
20 lipca 1942 roku niemieccy okupanci z pomocą Policji Polskiej Generalnego Gubernatorstwa otoczyli getto. Osoby próbujące uciekać zamordowano. Przy jego likwidacji getta hitlerowcy rozstrzelali ok. 100 Żydów z Baranowa oraz Tarnobrzega na miejscowym cmentarzu. Niemcy zmusili Żydów do wykopania dołów, nad którymi potem odbyła się ich egzekucja. Pozostali mieszkańcy getta mieli zgromadzić się na rynku i zostawić klucze w drzwiach swoich domostw. Następnie przetransportowano ich wagonami towarowymi, w których już załadowani byli Żydzi z Rozwadowa i Łańcuta, do Dębicy. Tam SS z Pustkowa przeprowadziło selekcję. Żydów uznanych za zdatnych do pracy zabrano do obozów pracy przymusowej, niektórych osadzono w getcie w Dębicy, a starszych zastrzelono na miejscu. Większość deportowano jednak do obozu zagłady w Bełżcu.
Wraz z Żydami z Baranowa Sandomierskiego zgładzono także Żydów z okolicznych wsi: Dąbrowicy, Woli, Dymitrowa, Skopania, Padewa, Przykopu, Knap i Krasiczyna.
Getto zostało zlikwidowane 27 lipca 1942. Pozostałych przeniesiono do getta w Dębicy lub do obozu zagłady w Sobiborze. 10 kwietnia 1943 r. Niemcy zamordowali ok. 12 Żydów, zatrudnionych w miejscowej fabryce, natomiast później – kolejnych 48 niezdolnych już do pracy.